# Série 53 SNCB
Ne doit pas être confondu avec Type 53 SNCB.
La série 53, à l'origine type 203 est un modèle de locomotive diesel de la Société nationale des chemins de fer belges (SNCB) formant avec trois autres séries 52, 54 et 59 également construites au cours des années 1950 la première génération de locomotives diesel de ligne la SNCB. Ensemble avec les séries 52 et 54, elles forment un ensemble de 40 motrices qualifiées de « gros nez », eu égard à leur silhouette. De conception américaine (brevet General Motors - EMD), elles comptent de nombreuses cousines fabriquées en Suède par nohab pour les chemins de fer hongrois (MÁV) : série M61, danois (DSB) : séries MX et MY, Norvégiens (NSB) : série Di3.
Leur conception est largement dérivée de la classe B des chemins de fer du Victoria (Australie), construite elles aussi sous licence EMD en s'inspirant des locomotives américaines EMD type E et F, mais les contraintes liées au gabarit européen imposent une courbure de toit plus prononcée.

## Histoire

### Commande
Après la Seconde Guerre mondiale, les moyens de traction à la SNCB sont composés d'une majorité de locomotives à vapeur, de quelques automotrices électriques pour l'exploitation de la ligne Bruxelles - Anvers et d'autorails diesel de première génération. Il apparait toutefois rapidement que la traction diesel qui se généralise aux États-Unis permettrait d'augmenter l'efficacité du matériel tracteur.
En 1954, une commande de 40 motrices fut passée, répartie en deux sous-séries : 
- 22 série 52 (à l'époque, type 202), aptes à la chauffe des voitures voyageurs ;
- 18 série 53 (à l'époque, type 203), destinées aux trains de marchandises et dépourvues de chaudière vapeur.

Les livraisons s'opèrent rapidement. Dès 1955, les machines sont livrées. Les 4 dernières série 52 seront revendues aux CFL (dont la SNCB est l'un des actionnaires) formant la série 1600. En 1957, les 4 précédentes seront modifiées pour en augmenter la vitesse maximale et formeront la seconde tranche de la série 54.

### Évolutions

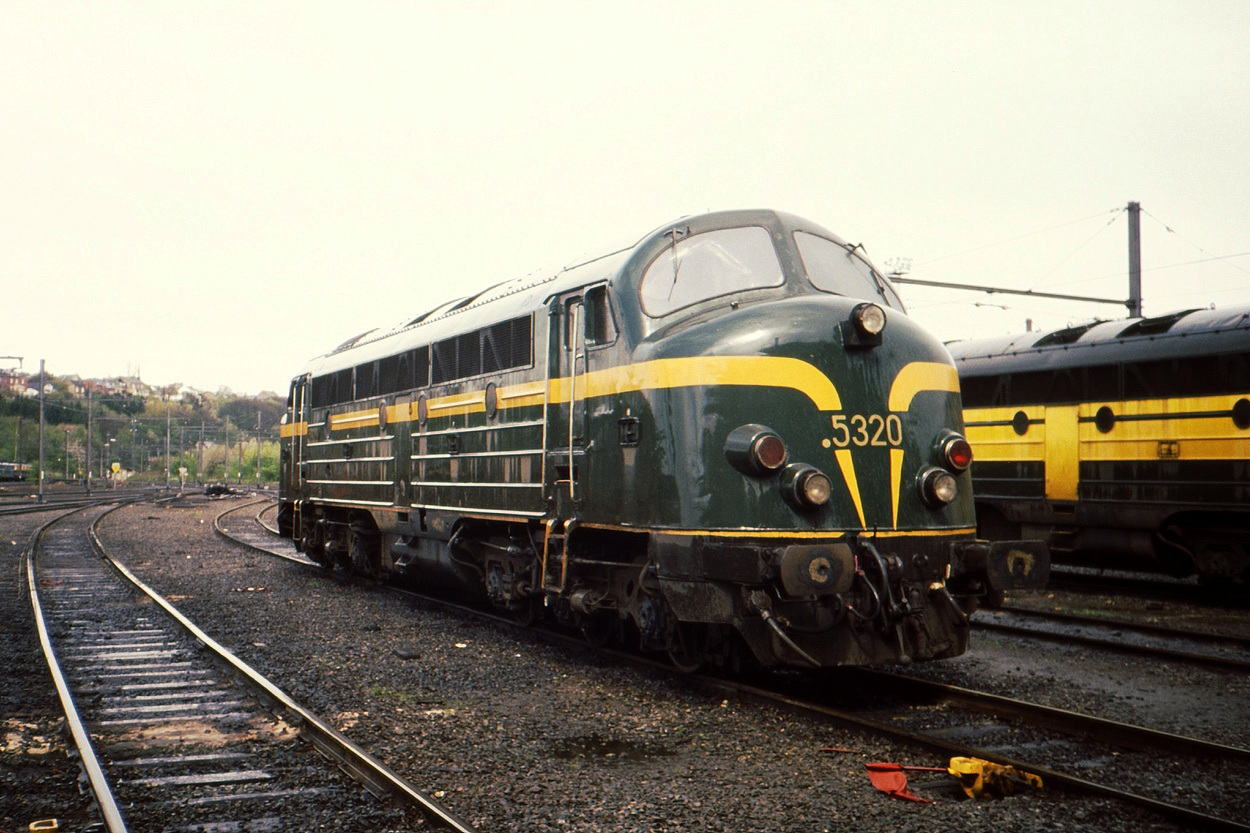
La 5320 en 1990, avant qu'elle ne soit transformée en « cabine flottante »

Au début des années 1980 débute le remplacement des cabines rondes d'origine par des « cabines flottantes » (dénomination liée à la présence d'une couche d'amortissement en caoutchouc) dans laquelle le conducteur, désormais placé à gauche, domine mieux la voie.
La gestion du parc de « gros nez » est très flexible. À y regarder de près, certains bogies portent le numéro d'une autre machine (ce qui réduit la durée de maintenance en recourant aux bogies de machines immobilisées pour anticiper les interventions sur d'autres motrices). En outre, plusieurs machines sont passées d'une sous série à l'autre, et ont parfois subi plusieurs mutations, correspondant au montage ou au démontage d'une chaudière vapeur pour le chauffage des rames. Plusieurs transferts ont lieu entre les séries 52 et 53 :
- En 1983, les 5302 et 5307 seront équipées de chaudières et renumérotées 5215 et 5214. En 1984, il en sera de même pour les 5317 et 5318 qui deviendront 5217 et 5218.

- En 1989, les 5203, 5206, 5207, 5208 et 5210 connaîtront l'opération inverse afin de renforcer le trafic cargo, devenant les 5302, 5307, 5317, 5318 et 5320.

- Enfin, en 1992, la 5209 sera renumérotée 5321, mais récupèrera son matricule précédent dès 1993.

En fin de carrière, les chaudières des série 52 et 54 ne sont plus entretenues, faute d'usage et plutôt que de réaffecter ces motrices à la série 53, leur matricule fut précédé d'un point (une "boule" en jargon SNCB) indiquant l'absence de capacité de chauffage.

### Fin de carrière
En 2002, l'inauguration de la ligne Athus-Meuse rénovée, et surtout électrifiée, les prive de leurs principales activités après 45 ans de bons et loyaux services. Elles sont uniquement affectées pour quelque temps encore au dépôt de Stockem, pour les desserte locales de la papeterie « Burgo Ardennes » de Harnoncourt ou de l'usine « Valvert » de Etalle notamment. L'arrivée des série 77 à Stockem sonne le glas des gros nez et provoque leur mise en parc. Les machines qui n'ont pas besoin de gros travaux d'entretien finiront comme « bêtes de somme » sur les chantiers de la LGV 2 ou du RER.
Un nombre très réduit de motrices termine en 2009 sa carrière sur le chantier de réélectrification de la ligne 162 Luxembourg - Arlon. L'électrification du hiatus ferroviaire entrer Montzen et Aix-la-Chapelle (ligne 24) libère les locomotives de la série 55 de leur dernier service régulier. Celles-ci viennent remplacer les quelques série 53 qui assuraient ce dernier service de travaux.
Les machines sont ensuite mises en parc dans l'attente d'une éventuelle offre de rachat.  Début 2013, la SNCB a eu besoin de capacité d'entreposage à la suite de la radiation anticipée des séries 11.8 et 12. Quelques-unes ont été acquises par l'association PFT, dont la 5215 (ex-5302) pour conservation et d'autres pour pièces, alors que le démolition des autres a commencé en avril.
Les machines sont aujourd'hui toutes radiées.